# Doctor Dolittle
Doctor John Dolittle er en central karakter i en serie af børnebøger skrevet af Hugh Lofting. Han er en doktor der frem for menneskepatienter foretrækker dyrepatienter, som han kan tale med på deres eget sprog. 
Doctor Dolittle dukkede første gang op i forfatterens illustrerede breve til børn, der blev skrevet fra skyttegravene under første verdenskrig, når de rigtige nyheder var enten for forfærdelige eller for kedelige. Historierne foregår i den tidlige klunketid i England, hvor Doctor John Dolittle bor i den fiktive by Puddleby-on-the-Marsh.
Doctor Dolittle har nogle få tætte menneskevenner, inklusiv Matthew Mugg, kattekødsmanden. Dyreholdet inkluderer Polynesia (en papegøje), Gub-Gub (en gris), Jip (en hund), Dab-Dab (en and), Chee-Chee (en abe), Too-Too (en ugle) og Pushmi-pullyu.